# Etten-Leur
Etten-Leur (uitspraakⓘ) is een gemeente en woonplaats in de Nederlandse provincie Noord-Brabant. De gemeente telt 45.237 inwoners (22 november 2024) en heeft een oppervlakte van 55,90 km² (waarvan 0,61 km² water).

## Geschiedenis
Aanvankelijk heette de gemeente "Etten c.a." (cum annexis) en vielen hier delen van Hoeven (sinds 1997 gemeente Halderberge), delen van St. Willebrord (gemeente Rucphen) en delen van Prinsenbeek (gemeente Breda) onder.
In 1953 vond een grenscorrectie plaats met de gemeente Rucphen. Hierdoor kwam het dorp St. Willebrord, dat ontstaan was in het grensgebied tussen de gemeenten Hoeven, Rucphen en Etten en Leur voor het grootste deel bij de gemeente Rucphen. Het deel van St. Willebrord ten noorden van Rijksweg 58 bleef onder Etten c.a. vallen.
Etten-Leur heette tot 1968 Etten en Leur. De lintdorpen Etten en Leur waren de enige woonkernen in deze gemeente. De grens tussen Etten en Leur liep langs het Sander, de Baai en de Lage Neerstraat. Rond 1968 waren de dorpjes aan elkaar vastgegroeid.
Met het verdwijnen van Rijksweg 58 uit het centrum van Etten-Leur is ruimte ontstaan voor herontwikkeling van het stadshart. Vanaf circa 2000 is op, onder en rond het voormalige rijkswegtracé een compact stadshart verrezen. In het totale centrumplan zijn 1.000 ondergrondse parkeerplaatsen, 13.500 m² winkelvloeroppervlak, 2.000 m² horeca, 400 woningen en 10.000 m² kantooroppervlak, waarvan het grootste deel wordt ingenomen door het stadskantoor, gerealiseerd.
Etten c.a. was aan de vooravond van de Tweede Wereldoorlog een centraal punt voor de (Franse) troepen die in Noord-Brabant gelegerd waren.
Tijdens de Tweede Wereldoorlog werd burgemeester Henri Hamilton die als 'burgemeester in oorlogstijd' voor de burgers probeerde op te komen zonder de bezetter tegen zich in het harnas te jagen en daardoor wel de naam had 'pro-Duits' te zijn, in 1943 door de Duitsers ontslagen, nadat hij eerder geweigerd had het stempel 'Joods' te plaatsen in het paspoort van de enige Joodse inwoner van Etten-Leur. Na de oorlog kreeg hij, na een collaboratie-onderzoek, alsnog eervol ontslag.

## Topografie
Topografisch kaartbeeld van Etten-Leur, per september 2022. Klik op de kaart voor een vergroting.

## Geografie
| Aangrenzende gemeenten | Aangrenzende gemeenten | Aangrenzende gemeenten | Aangrenzende gemeenten | Aangrenzende gemeenten |
| ---------------------- | ---------------------- | ---------------------- | ---------------------- | ---------------------- |
|                        |                        | Moerdijk               |                        |                        |
|                        |                        |                        |                        |                        |
| Halderberge            | Breda                  |                        |                        |                        |
|                        |                        |                        |                        |                        |
| Rucphen                |                        | Zundert                |                        |                        |

## Bestuurlijke indeling
Etten-Leur heeft sinds 2005 een vernieuwd centrum en bestaat verder uit 13 wijken: Baai, Banakkers, Buitengebied, Centrum West, Centrum Oost, De Grient, De Keen, Etten-Leur-Noord, Grauwe Polder, Hoge Neerstraat, Hooghuis, Sanderbanken en Schoenmakershoek. Binnen de gemeentegrenzen liggen geen andere kernen. Echter zijn er plannen voor uitbreidingen in de vorm van 2 extra wijken in de nabije toekomst.

## Bezienswaardigheden
- Zie Etten en Leur.

### Monumenten
In de gemeente zijn een aantal rijksmonumenten, gemeentelijke monumenten en oorlogsmonumenten, zie:
- Lijst van rijksmonumenten in Etten-Leur
- Lijst van gemeentelijke monumenten in Etten-Leur
- Lijst van oorlogsmonumenten in Etten-Leur
- Lijst van Stolpersteine in Etten-Leur

## Evenementen
- Marathon van Etten-Leur
- Servais Knaven Classic, eerste zondag in mei
- Jaarmarkt, september
- Leurse Havenfeesten, juni
- GTC Rally
- Smartlappenroute
- MaMi-spektakel
- Lelieloop
- Popelucht
- Kermis (juli)
- Just Dance (zomer)
- Havenfeesten Leur (Pinksteren)
- Foodtruckfestival (mei)
- C.U.M.E.L. (Culturele Manifestatie Etten-Leur)
- Meulemart
- Pleinfestijn Etten-Leur
- Profwielerronde Etten-Leur (augustus)
- Lekker Etten-Leur, 1e weekend van September
- Oranjemarkt
- Jeugdland Etten-Leur
- Oude Stijl Jazzfestival
- Zomeravond Etten-Leur
- Bierfestival cheers to new beers (oktober)
- Avondvierdaagse

## Economie

### Winkelen

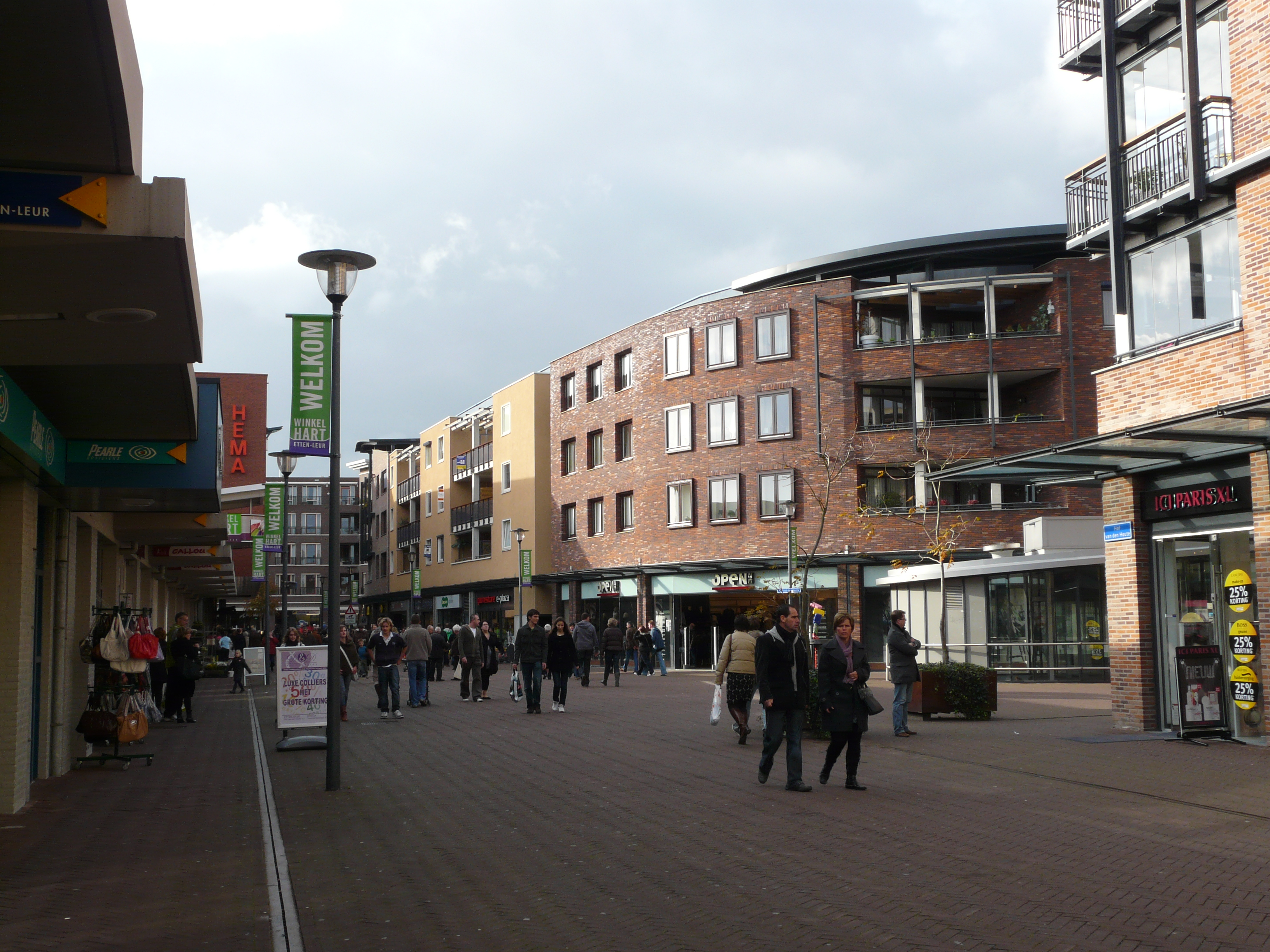
Winkelcentrum Etten-Leur

Het centrum van Etten-Leur (het centrumgebied van de voormalige dorpskern Etten) bestaat uit een winkelgebied, deels overdekt als winkelcentrum. Het zogenaamde Winkelhart Etten-Leur met ondergrondse parkeergarage is in de zomer van 2005 opgeleverd. De vernieuwingen waren mogelijk door het verleggen van de A58 om Etten-Leur heen. Het overdekte gedeelte staat bekend als het eerste overdekte winkelcentrum van Nederland. Het werd in 1965 geopend in bijzijn van toenmalig staatssecretaris Joop Bakker en burgemeester A.J.A. Oderkerk.
Binnen Winkelhart Etten-Leur bevinden zich zo'n 200 winkels, waaronder winkels van diverse ketens, twee supermarkten en veel kleinere winkels. De koopavond is op vrijdag. Op het Raadhuisplein wordt de woensdagmorgen van 9:00 tot 12:00 uur weekmarkt gehouden.
In Etten-Leur-Noord ligt het centrumgebied van de voormalige dorpskern Leur. Begin jaren negentig heeft de gemeente Etten-Leur ervoor gekozen om aan de noordzijde van deze kern nieuwe woonwijken te realiseren. Met het oog op de ontwikkeling van de nieuwbouwwijken De Keen en Schoenmakershoek en de komst van de nieuwe bewoners is in 2003 besloten tot een uitbreiding van het winkelaanbod op en rond het Van Bergenplein, in combinatie met de herontwikkeling van de Geerkade. Het daar gelegen wijkwinkelcentrum is daarmee de tweede belangrijke winkellocatie in Etten-Leur geworden. Op het Van Bergenplein wordt op vrijdagmorgen van 09.00 tot 12.00 uur markt gehouden.

## Cultuur

### Culturele instellingen
Het Turfschip aan de Schipperstraat vormt de thuisbasis voor meerdere verenigingen.

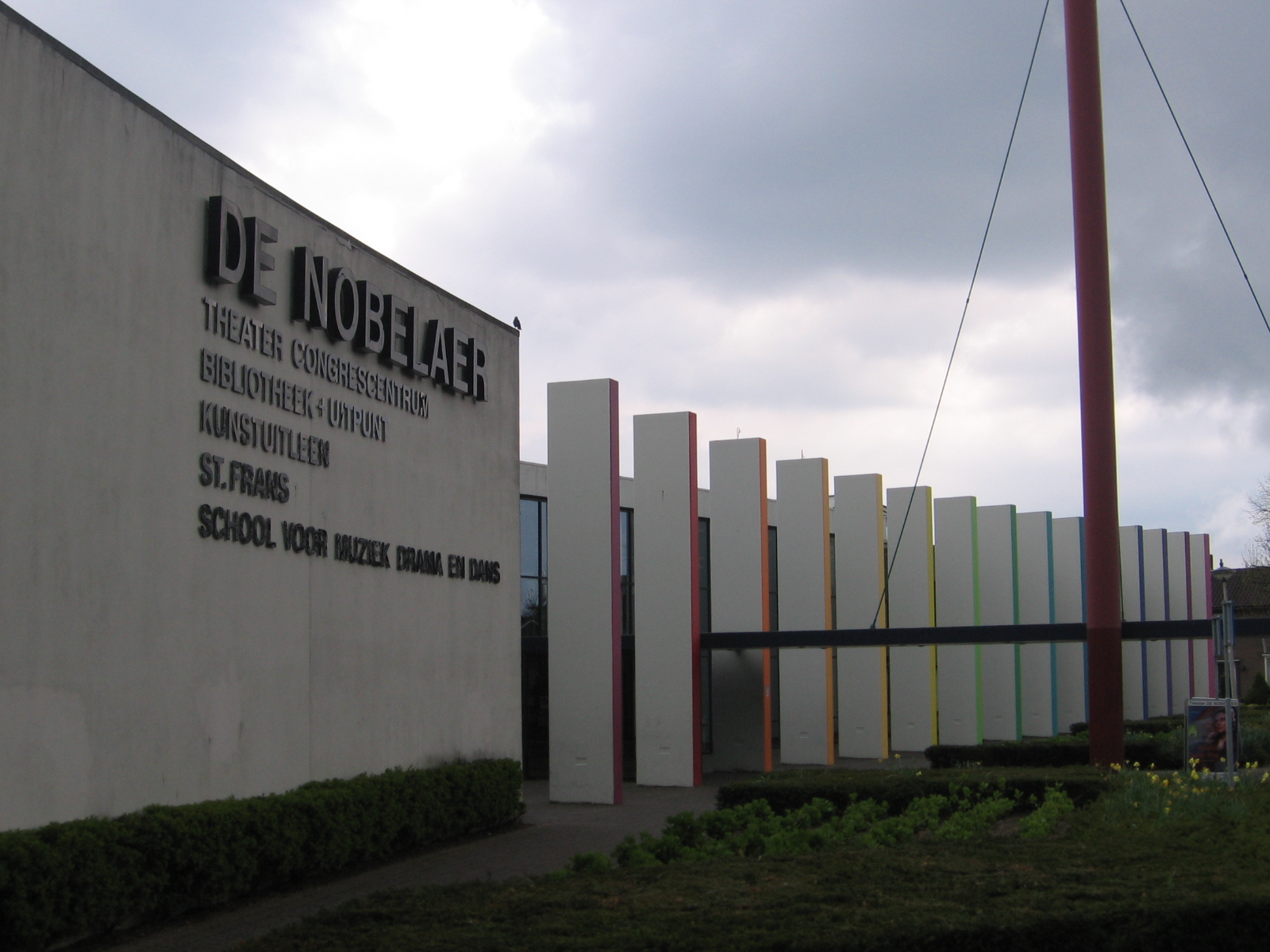
Nobelaer

In Etten-Leur zijn ook diverse instellingen voor de beeldende kunst. Doornbos is het centrum voor de beeldende kunst in de gemeente. Het biedt verschillende disciplines aan zoals beeldhouwen, tekenen en fotografie. Sint-Frans is het gemeentelijk kunstencentrum voor muziek, dans en theater. Daarnaast zijn er in de gemeente diverse dansscholen en koren te vinden.
De De Nobelaer vormt het platform voor diverse artiesten, deze instelling is het theater van de gemeente. Het pand biedt een onderkomen voor de bibliotheek en het centrum voor de kunsten Sint-Frans. De buitenzijde van het pand huisvest het Popcollectief Etten-Leur (POPEL) en de Speel-o-theek Sam Sam. Op 2 april 2022 is het nieuwe pand aan de Parklaan 2 geopend, en deelt de parkeerplaats met het zwembad. Met het nieuwe pand is ook de nieuwe naam "de Nobelaer" geïntroduceerd, waarbij de "Nieuwe Nobelaer" is verdwenen.

### Kunst in de openbare ruimte
In de gemeente Etten-Leur zijn diverse beelden, sculpturen en objecten geplaatst in de openbare ruimte, zie:
- Lijst van beelden in Etten-Leur

### Historische personen
De belangrijkste historische personen die verbonden zijn aan Etten-Leur zijn: Vincent van Gogh te Etten, Adriaen van Bergen en Sybrand Heerma van Voss te Leur. Naar al deze personen zijn verwijzingen te vinden (straatnamen, monumenten) in de betreffende kernen.

## Politiek

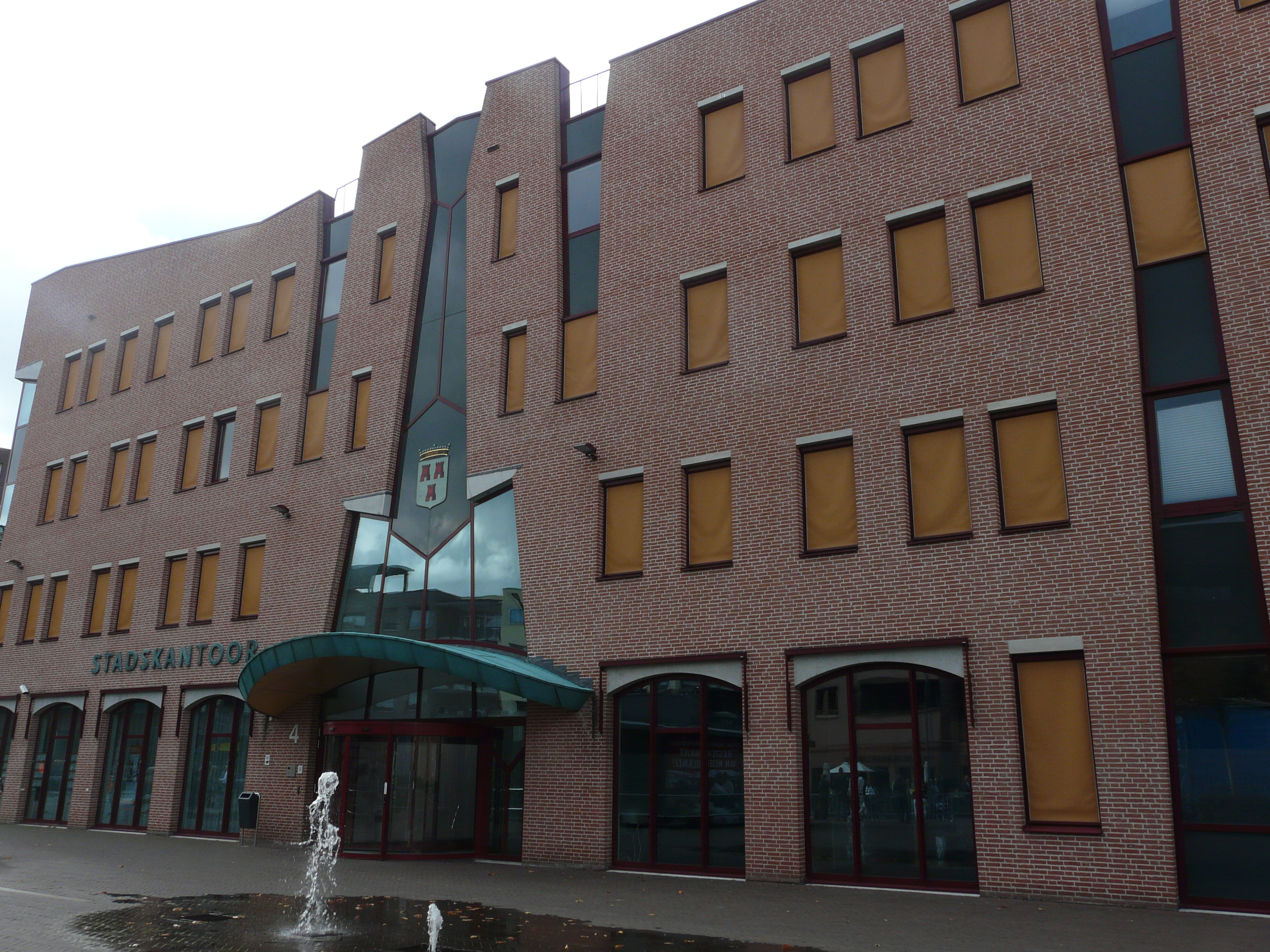
Gemeentehuis

### Gemeenteraad
Hieronder de behaalde zetels per partij bij de gemeenteraadsverkiezingen sinds 1998:
| Partij                      | 1998 | 2002 | 2006 | 2010   | 2014   | 2018   | 2022   |
| --------------------------- | ---- | ---- | ---- | ------ | ------ | ------ | ------ |
| Algemeen Plaatselijk Belang | 7    | 5    | 5    | 7      | 6      | 6      | 6      |
| Ons Etten-Leur              | -    | 2    | 3    | 3      | 3      | 5      | 5      |
| CDA                         | 5    | 7    | 6    | 5      | 6      | 6      | 5      |
| VVD                         | 4    | 4    | 5    | 5      | 4      | 3      | 4      |
| GroenLinks/PvdA             | -    | -    | -    | -      | -      | -      | 3      |
| D66                         | 1    | 1    | 1    | 2      | 4      | 2      | 2      |
| Leefbaar Etten-Leur         | -    | -    | -    | -      | 2      | 2      | 2      |
| GroenLinks                  | 2    | 2    | 1    | 2      | -      | 2      | -      |
| PvdA                        | 5    | 4    | 6    | 3      | 2      | 1      | -      |
| SP                          | 1    | -    | -    | -      | -      | -      | -      |
| Totaal                      | 25   | 25   | 27   | 27     | 27     | 27     | 27     |
| Opkomst                     |      |      |      | 49,10% | 47,61% | 48,74% | 46,25% |

### College van B&W
De coalitie voor de periode 2022-2026 bestaat uit APB, CDA en Ons Etten-Leur. Het college van burgemeester en wethouders bestaat naast de burgemeester en gemeentesecretaris uit een wethouder van APB, een wethouder van CDA en een wethouder van Ons Etten-Leur.
| College van burgemeester en wethouders | College van burgemeester en wethouders                               | College van burgemeester en wethouders                                   |
| -------------------------------------- | -------------------------------------------------------------------- | ------------------------------------------------------------------------ |
| Burgemeester                           | Miranda de Vries (PvdA, tot 1 januari 2023)                          | - Goed bestuur                                                           |
| Burgemeester                           | Mark Verheijen (VVD, van 1 januari tot 26 september 2023 waarnemend) | - Goed bestuur                                                           |
| Burgemeester                           | Marina Starmans-Gelijns (VVD, vanaf 26 september 2023)               | - Goed bestuur                                                           |
| Wethouders                             | Jean-Pierre Schouw (APB)                                             | - 1e locoburgemeester - Leefomgeving                                     |
| Wethouders                             | Ger de Weert (CDA)                                                   | - 2e locoburgemeester - Financiën, Economische Zaken, Duurzaamheid (FED) |
| Wethouders                             | René Verwijmeren (Ons Etten-Leur)                                    | - 3e locoburgemeester - Samenleving                                      |
| Gemeentesecretaris                     | René Reijngoudt                                                      |                                                                          |

## Onderwijs, welzijn en sport

### Onderwijs
In de gemeente zijn 14 basisscholen te vinden. Zes van deze scholen zijn katholiek. Daarnaast zijn er drie protestantse basisscholen. De andere basisscholen zijn overheidsscholen (openbaar onderwijs). Daarnaast zijn er twee middelbare scholen, de KSE (Katholieke Scholengemeenschap Etten-Leur) en het Munnikenheide College. Er is ook een vestiging van het ROC West-Brabant (regionaal opleidingencentrum) in Etten-Leur.

### Welzijn
In Etten-Leur is aan het Van Bergenplein een locatie van de geestelijke gezondheidszorg-instelling GGz Breburg gevestigd. De instelling is in 1902 ontstaan met de oprichting van Huize Sint-Antonius door de franciscaner congregatie. Binnen Huize Sint-Antonius werden geesteszieke mensen opgevangen. In 1967 is het inmiddels grotere complex Het Hooghuys officieel een psychiatrisch ziekenhuis geworden.
Op het terrein van GGz Breburg staat het Huysmuseum dat in 2013 werd heropend. Dit museum vertelt de geschiedenis van de psychiatrie en de geschiedenis van Huize Antonius/Het Hooghuys in het bijzonder. Het museum wordt voor een gedeelte draaiende gehouden door cliënten, die op deze manier arbeidservaring kunnen opdoen.

### Sport
Enkele sportverenigingen zijn:
- Dartclub To The Point
- Schaakvereniging Staunton
- Hockeyclub Etten-Leur, HCEL
- Honk- en softbalvereniging HSV The Stags
- Rugbyclub Etten-Leur, REL
- IJshockeyvereniging Yeti's Etten-leur
- Handbalvereniging Internos
- Etten-Leurse Basketballclub, ELBC
- Road Runners Etten Leur, RREL
- Atletiek en recreatievereniging Achilles
- Sportvereniging Diomedon
- Tennisvereniging De Vijfhuizen
- Tafeltennisvereniging Tanaka
- Tennis Club Etten
- Omni Sportvereniging Poldersport
- ROWI volleybal
- Buitensportvereniging Medirunners
- Sportvereniging DIO
- Korfbalvereniging FOCUS
- Zwem & Polo Club Dio
- Badminton Club Saturnus
- Voetbalvereniging VV DSE
- Voetbalvereniging Internos
- Voetbalvereniging Unitas '30
- Kunstschaatsvereniging Pirouette
- Handboogvereniging Nimrod
- Judovereniging Sankaku

## Verkeer en vervoer

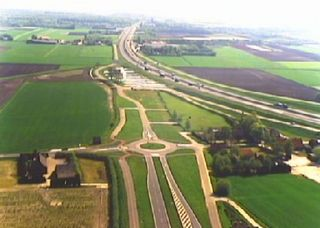
Oude rijksweg 58 naast de A58

Tot 1999 liep de N58 door de bebouwde kom van Etten-Leur. De weg had 2x2 rijstroken met gelijkvloerse kruisingen en verwerkte het doorgaande verkeer tussen Roosendaal en Breda. Er was sprake van barrièrewerking en andere leefbaarheidsproblemen. Op 23 november 1999 werd de A58 ten zuiden van Etten-Leur geopend waarmee de problemen grotendeels verdwenen. De oude rijksweg werd ingericht voor lokaal verkeer en voor een deel afgebroken ten behoeve van een nieuw gemeentehuis en een winkelcentrum. Op het nieuwe gemeentehuis herinnert een hoeksteen aan de oude rijksweg. De spoorlijn Roosendaal - Breda loopt dwars door de gemeente. Er is veel discussie in de gemeente over het omleggen van de spoorlijn, om zo de verbinding tussen Etten en Leur te bevorderen. Een ander aspect van een eventuele omlegging is dat er meer treinen met gevaarlijke stoffen zouden kunnen rijden. In de huidige situatie ervaren bewoners hinder in de vorm van voornamelijk geluidsoverlast, mogelijke stank en subjectieve onveiligheid van deze treinen.

### Openbaar vervoer
Het openbaar vervoer in Etten-Leur bestaat uit de spoorverbinding bij station Etten-Leur en diverse buslijnen.
- Streekbus 162: Roosendaal - Etten-Leur
- Wijkbus 215: Grauwe Polder - De Keen
- Buurtbus 216: Etten-Leur - Prinsenbeek
- Buurtbus 219: Etten-Leur - Zevenbergen
- Buurtbus 225: Etten-Leur - Zundert
- Bravodirect 370: Etten-Leur - Geertruidenberg
- Bravodirect 371: Etten-Leur - Tilburg
- Bravodirect 380: Oud Gastel - Geertruidenberg

## Geboren in Etten-Leur
- Jan Arnouts (1958), carambolebiljarter
- Adriaen van Bergen (Leur), persoon uit de Tachtigjarige Oorlog
- Arnold Damen (Leur, 1815-1890), missionaris in de V.S.
- Anton Houtepen (1940-2010), theoloog en publicist
- Petrus Koopmans (Etten, 1830–1902), missionaris in de V.S.[8]
- Jan Leijten (1926-2014), rechtsgeleerde, rechter en schrijver
- Bart Meijers (1997), voetballer
- Paul Rabbering (1979), radio-dj
- Jan Jacob Rochussen (Etten, 1797-1871), politicus (o.a. minister-president 1858-1860)
- Bernd Roks (1976), politicus
- Michaela Spaanstra (1977), rolstoeltennisspeelster
- Danny van Trijp (1996), darter
- Caspar Veldkamp (1964), diplomaat en politicus (o.a. minister van Buitenlandse Zaken 2024-heden)
- Ton Verlind (1950), verslaggever, tv-presentator, eindredacteur Brandpunt
- Jan Vriends (1901-1992), bioloog
- Lindsay van Zundert (2005), kunstschaatsster

## Varia
- In Etten-Leur bereikte Vincent van Gogh een kantelpunt in zijn carrière. Hij was mislukt als kunstverkoper, onderwijzer en prediker en had zijn opleiding aan de Academie voor Schone Kunsten in Brussel afgebroken. In het bevolkingsregister van de gemeente Etten-Leur liet hij zich voor het eerst als kunstschilder registreren. In een achterruimte van de Etten-Leurse kerk vestigde van Gogh zijn atelier.[9]

- Tijdens carnaval heeft Etten-Leur twee namen. Omdat vroeger Etten en Leur aparte dorpen waren, hadden ze allebei een aparte carnavalsnaam. Dit is nog altijd in stand gebleven:
  - Etten: Stijlorenrijk
  - Leur: 't Zwaajgat

- In het Nederlands Openluchtmuseum in Arnhem staat een boerderijencomplex dat tot 1971 in Etten-Leur heeft gestaan.

- In 2018 claimt Metro-journalist Jelmer Visser dat Etten-Leur niet bestaat. Dit is de Nederlandse variant op het Bielefeldcomplot, aldus Visser.[10]

## Afbeeldingen

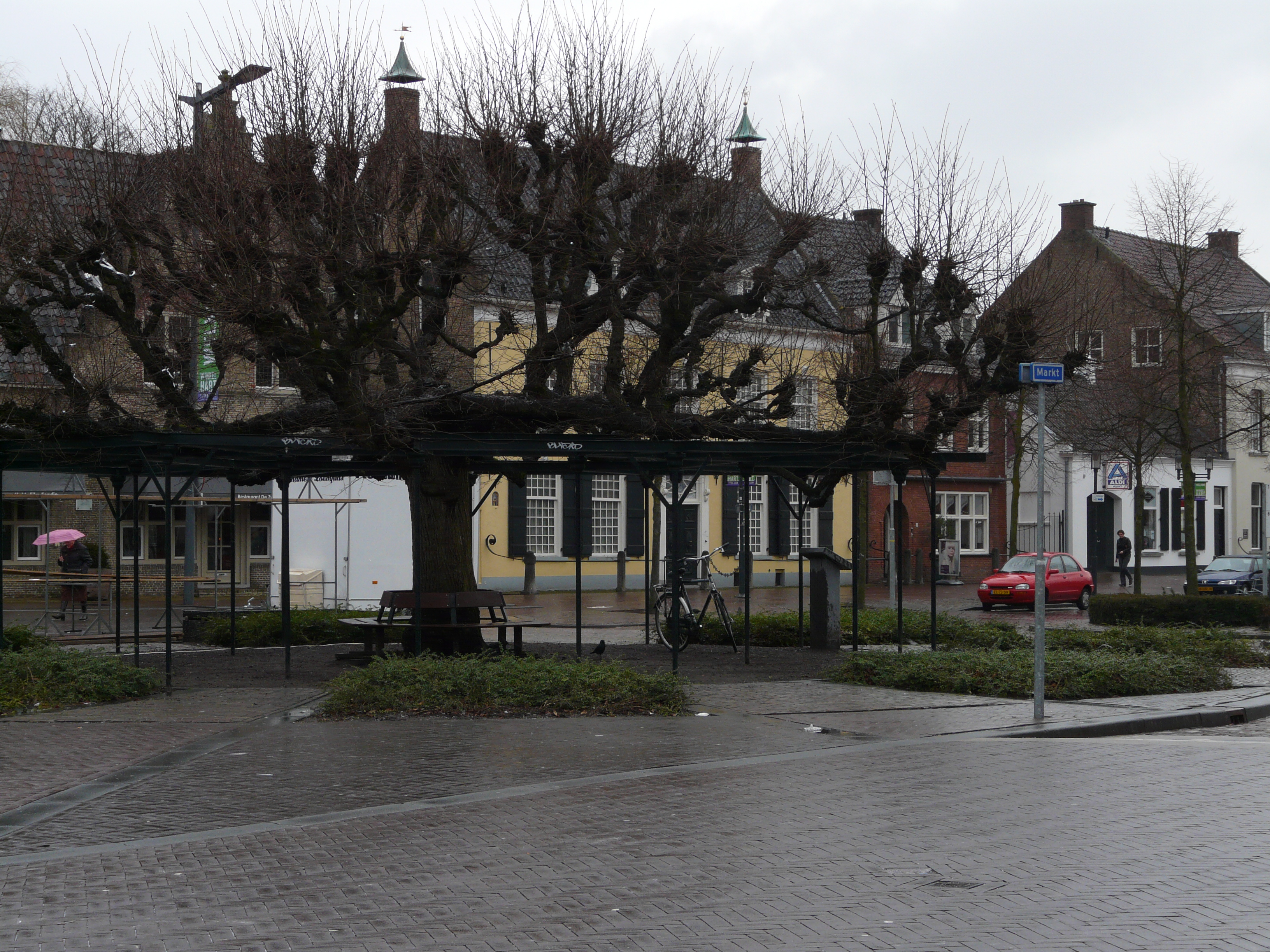
Lindeboom op de Markt 'De Moeierboom'
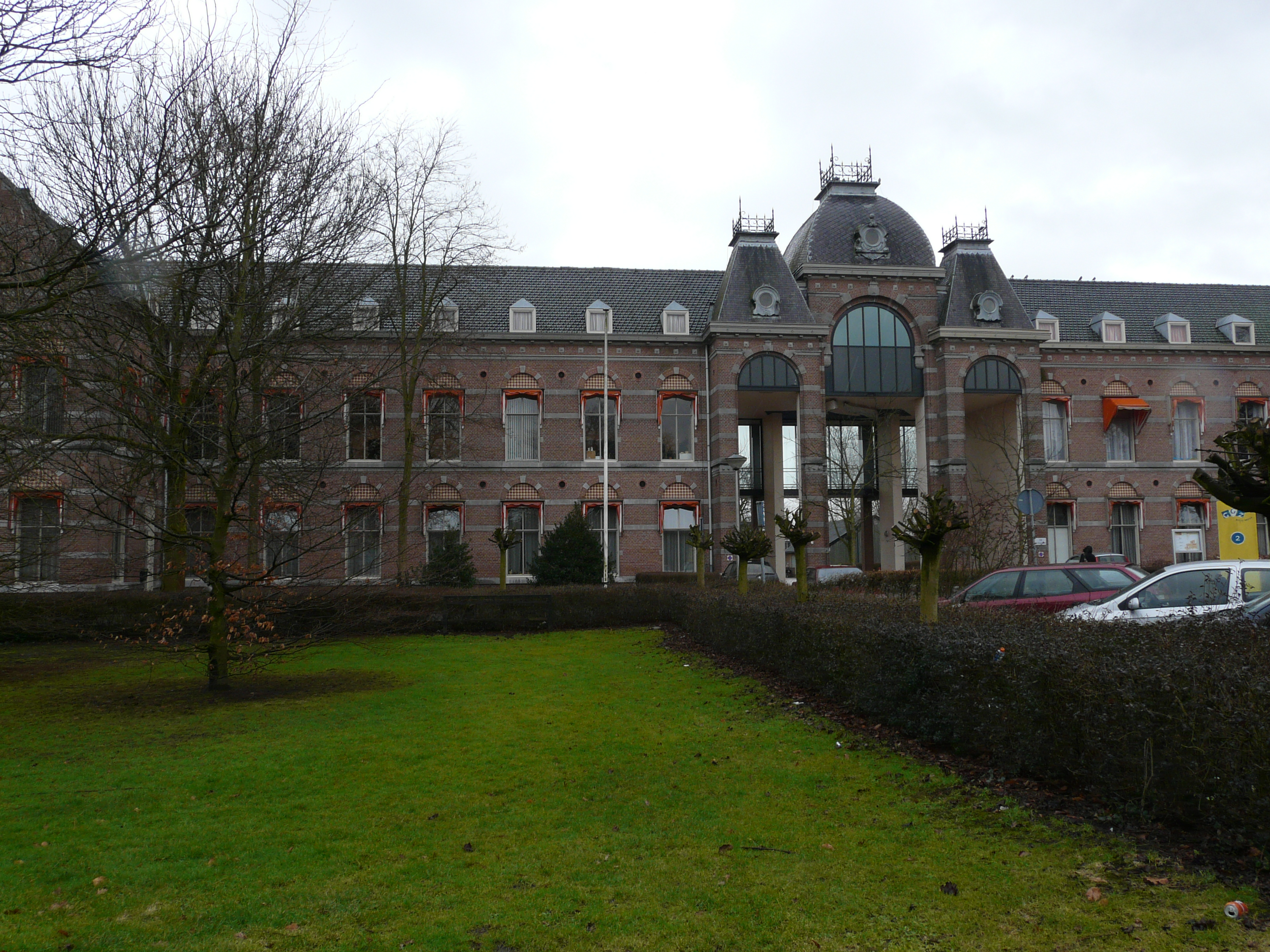
Het Hooghuys
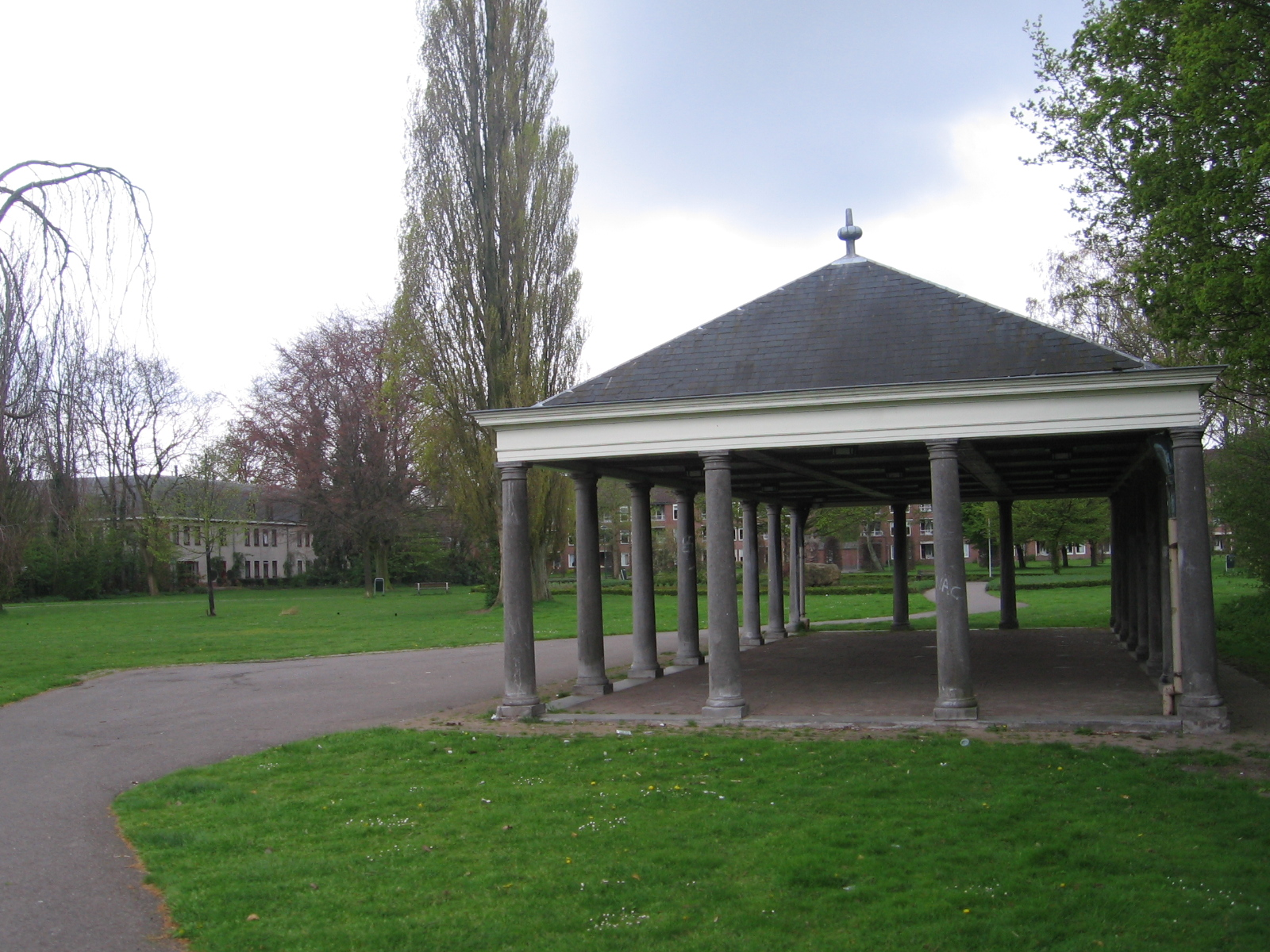
Waaggebouw
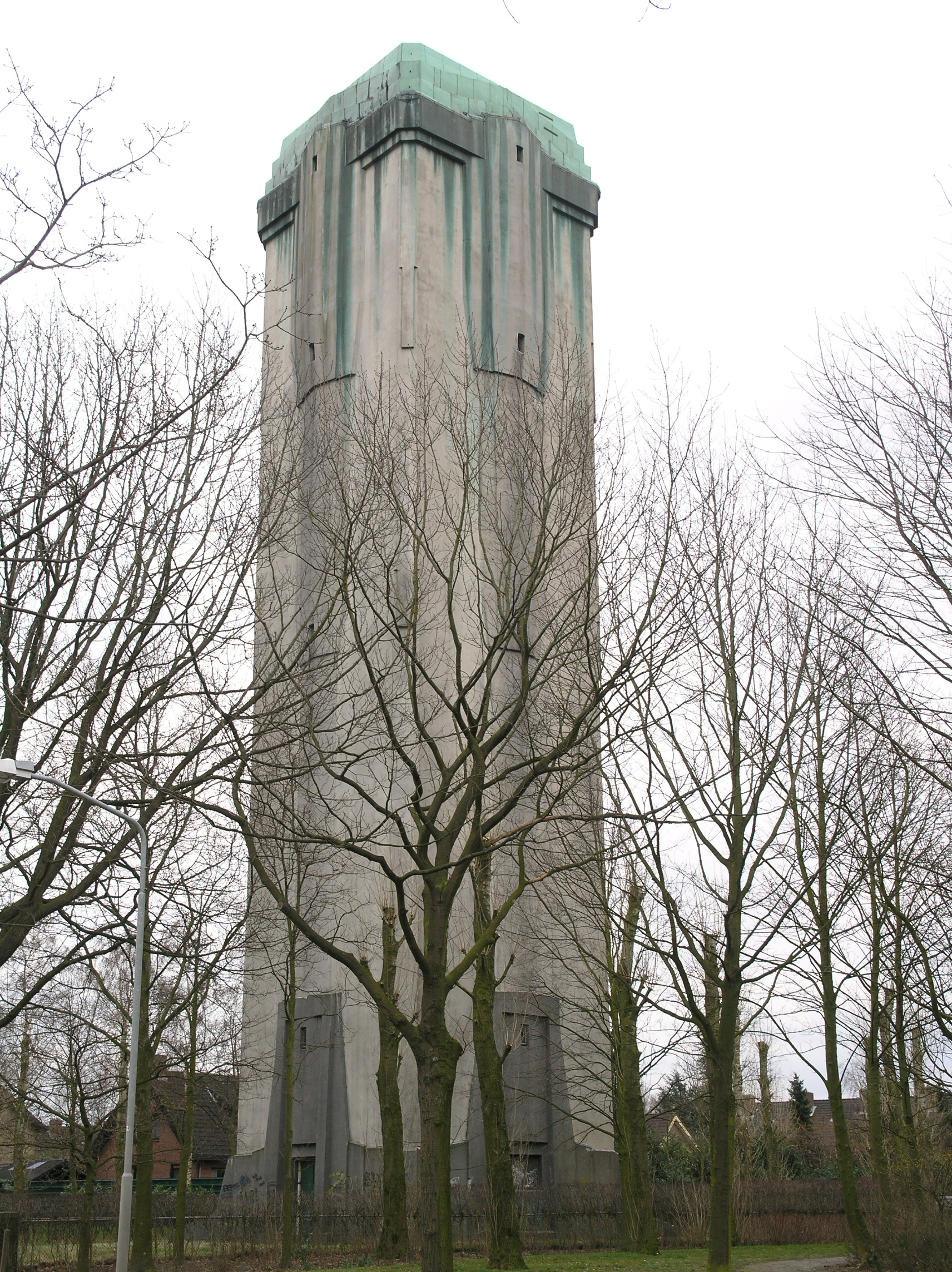
Oude watertoren
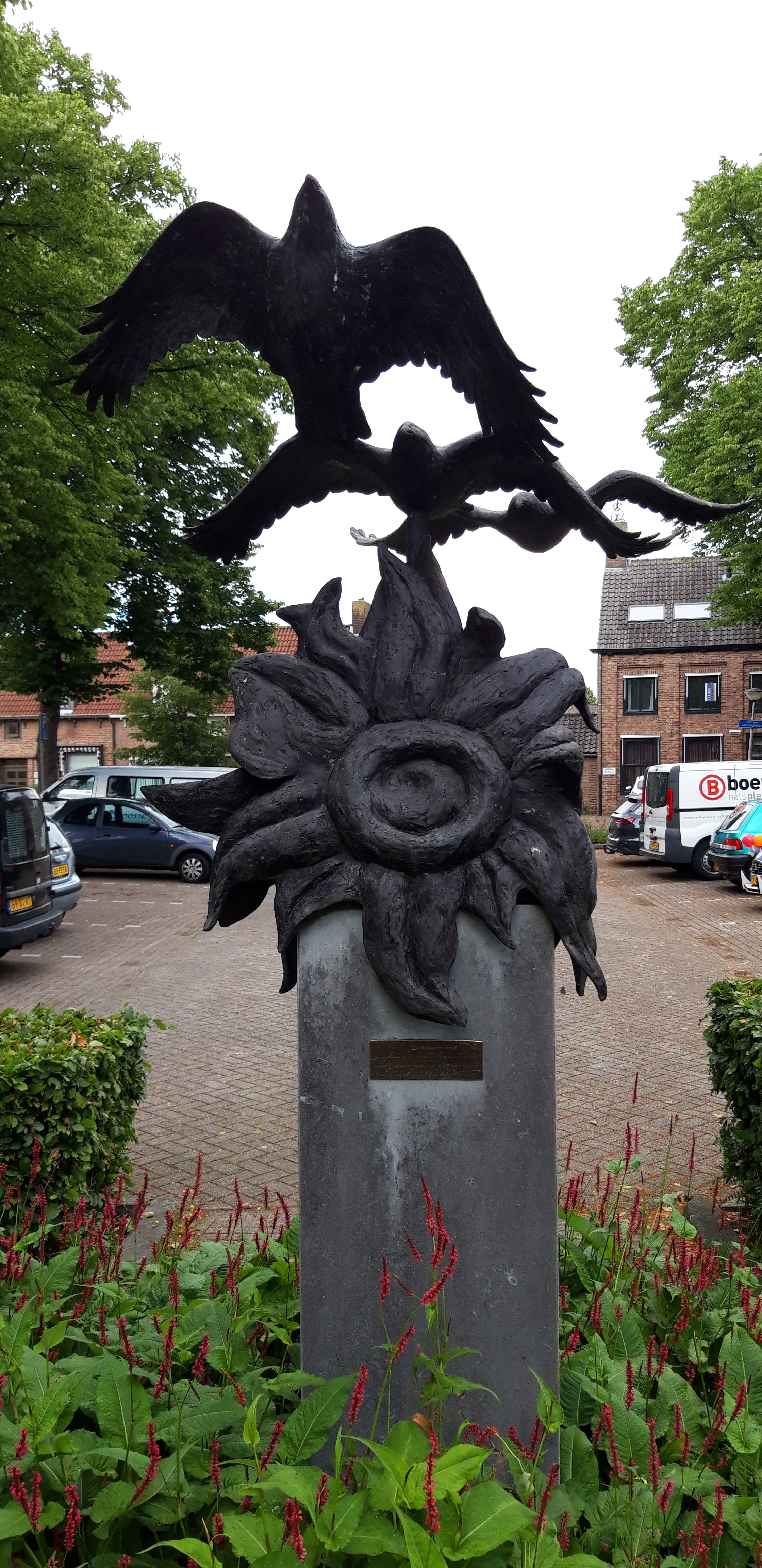
Van Gogh Monument
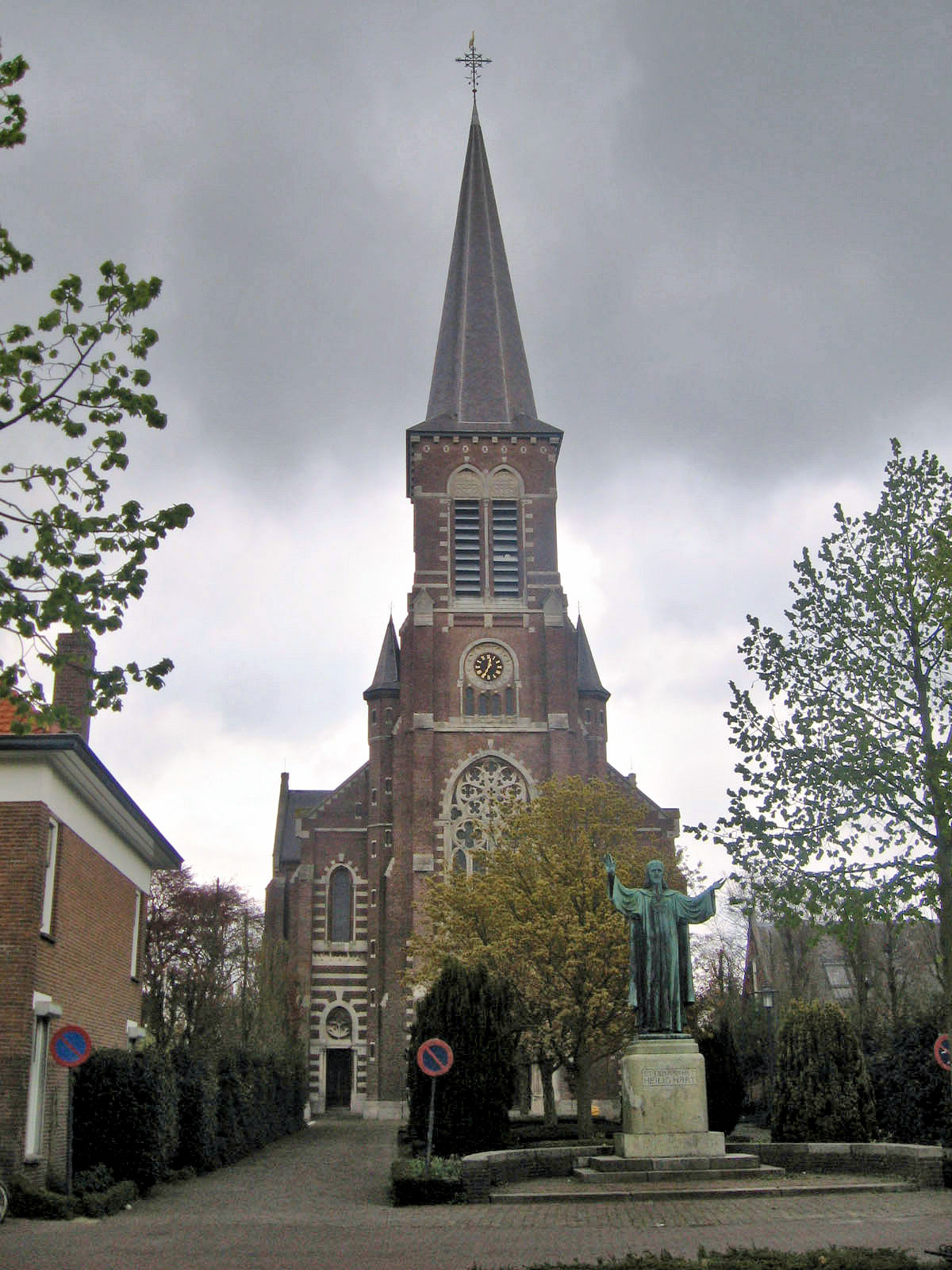
Sint-Lambertuskerk
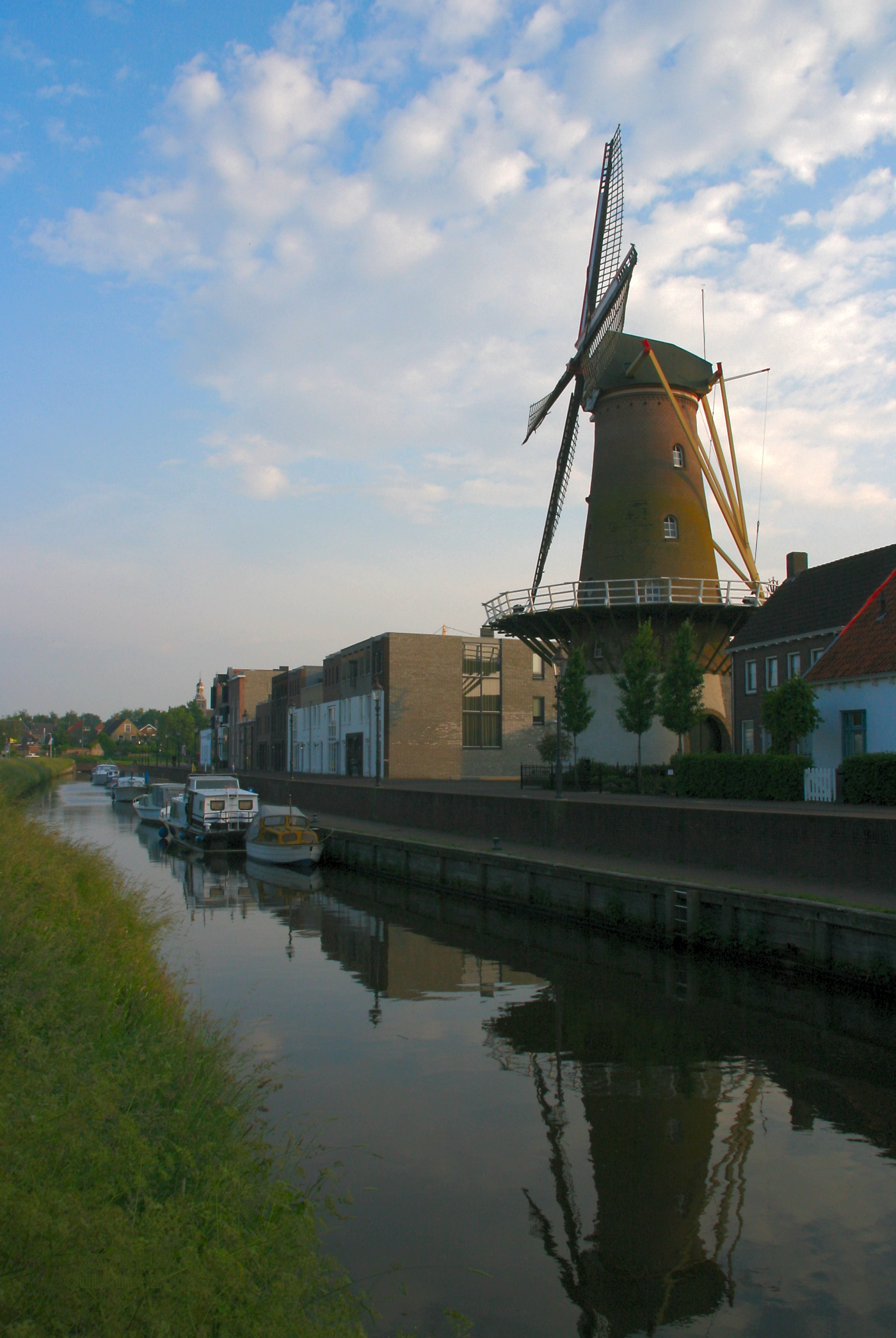
Molen de Lelie aan de Leurse Haven